# بژژن-کولونگا
بژژن-کولونگا (به لهستانی:  Brzeziny-Kolonia) یک روستا در لهستان است که در گمینا پوچسنا واقع شده‌است. بژژن-کولونگا ۴۹۹ نفر جمعیت دارد و ۲۸۰ متر بالاتر از سطح دریا واقع شده‌است.